# 塚本山古墳群
塚本山古墳群（つかもとやまこふんぐん）は、埼玉県美里町にある古墳群。
1974年(昭和49年)と1975年(昭和50年)に行われた分布調査では175基が確認されている。8割は15メートル以下の円墳で、より大きい古墳を取り巻くように分布している。築造時期は5世紀後半〜8世紀初頭で、6世紀末〜7世紀後半に盛興期を迎えたとみられている。

## 主な古墳
- 塚本山73号墳
- 塚本山77号墳
- 塚本山80号墳
- 塚本山117号墳
- 塚本山119号墳
- 塚本山120号墳
- 塚本山121号墳
- 塚本山122号墳
- 塚本山124号墳
- 塚本山125号墳
- 塚本山126号墳
- 塚本山127号墳
- 塚本山128号墳
- 塚本山129号墳
- 塚本山130号墳
- 塚本山131号墳
- 塚本山132号墳
- 塚本山133号墳
- 塚本山134号墳
- 塚本山135号墳
- 塚本山136号墳
- 塚本山137号墳
- 塚本山138号墳
- 塚本山139号墳
- 塚本山141号墳
- 塚本山172号墳
- 塚本山173号墳
- 塚本山174号墳
- 塚本山176号墳
- 塚本山177号墳